# 奥拉加达姆
奥拉加达姆（Olagadam），是印度泰米尔纳德邦Erode县的一个城镇。总人口9381（2001年）。

## 人口
该地2001年总人口9381人，其中男性4813人，女性4568人；0—6岁人口808人，其中男445人，女363人；识字率53.28%，其中男性为65.24%，女性为40.67%。